# Karagahalli, Malur
Karagahalli là một làng thuộc tehsil Malur, huyện Kolar, bang Karnataka, Ấn Độ.